# Frank-Michael Wiegand
Frank-Michael Wiegand (* 21. April 1952 in Wuppertal) ist Kaufmann und deutscher Politiker (FDP).

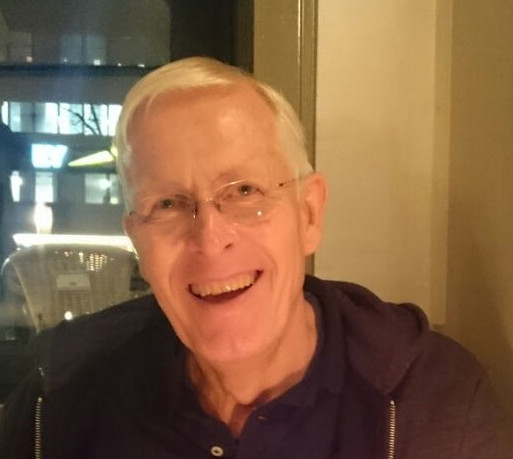
Frank Michael Wiegand

## Leben
In Wuppertal geboren, mit absolviertem Abitur in Hamburg, gründete Wiegand 1971 das Plattenversandgeschäft GOVI und Ende der 1970er Jahre die Hamburger Einzelhandelskette Govi Schallplatten Frank-Michael Wiegand GmbH & Co. – mit zuletzt deutschlandweit 23 GOVI-Läden –, welche 1979 von WEA Records übernommen wurden. Der promovierte Historiker und Politologe Wiegand beteiligte sich ab 1983 an der Hamburger Immobilienmaklerfirma Jendrusch & Partner.

## Politik
In der 13. und 14. Wahlperiode von 1987 bis 1993 war Wiegand Mitglied der Hamburgischen Bürgerschaft und dort von 1987 bis 1991 Vorsitzender der FDP-Fraktion. Als Fraktionsvorsitzender wurde er 1991 in Zusammenhang mit der angeblichen Unterwanderung der Hamburger FDP durch die Scientology Sekte genannt. Seine Nachfolge als Bürgerschaftsfraktionsvorsitzender übernahm Reinhard Soltau. In der Bürgerschaft war er für seine Fraktion unter anderem im Ausschuss für Wissenschaft und Forschung, Ausschuss für Verfassung, Geschäftsordnung und Wahlprüfung sowie im Kulturausschuss.
Wiegand wurde kurz vor der Bürgerschaftswahl 1997 zum Landesvorsitzenden der FDP Hamburg gewählt und für seine Partei als Spitzenkandidat nominiert. Nach der Bürgerschaftswahl, bei der die Liberalen nur 3,5 Prozent der Stimmen erhielten, legte Wiegand den Parteivorsitz nieder und wurde in dieser Funktion von Rainer Funke abgelöst. Von 1986 bis 1990 war er Mitglied des Beirats der Friedrich-Naumann-Stiftung.
2003, mitten in der 17. hamburgischen Legislaturperiode der Mitte-rechts-Regierungskoalition aus CDU, Partei Rechtsstaatlicher Offensive und FDP, lehnte Wiegand – selbst ehemaliges SPD-Mitglied – als prominentes Hamburger FDP-Mitglied des rechten Flügels eine weitere Zusammenarbeit mit Ronald Schill ab und befürwortete stattdessen eine Regierungskoalition mit der SPD.

## Veröffentlichungen
- Die Notabeln. Untersuchungen zur Geschichte des Wahlrechts und der gewählten Bürgerschaft in Hamburg 1859–1919. Verein für Hamburgische Geschichte, Hamburg 1987, ISBN 3-923356-14-5.
- Frank-Michael Wiegand (Hrsg.): GOVI-Schallplatten. Govi-Collector. Pop- und Rock-Schallplattenkatalog, Hamburg 1979.